# 日本福音ルーテル熊本教会
日本福音ルーテル熊本教会（にほんふくいんルーテルくまもときょうかい）は、熊本県熊本市中央区にあるルター派（日本福音ルーテル教会）の教会堂。

## 歴史
- 1905年（明治38年）6月20日 - 現在の場所に教会堂を建設。
- 1945年（昭和20年）7月1日 - 熊本大空襲で教会堂が焼失。
- 1950年（昭和25年）5月2日 - ウィリアム・メレル・ヴォーリズの設計で教会堂を再建。
- 2016年（平成28年）4月14日 - 熊本地震によって被害を受ける。
- 2017年（平成29年）6月4日 - 熊本地震後の修復工事が完了。
- 2019年（令和元年）12月5日 - 教会堂が登録有形文化財に登録される。他に登録されている教会堂には小城教会、市川教会、復活教会、岡崎教会、久留米教会がある。

## 所在地
- 〒860-0844 熊本市中央区水道町1-21

## 交通
- 水道町交差点 国道3号沿い
- 熊本市電水道町電停から徒歩3分
- 熊本都市バス水道町バス停から徒歩1分